# Coupe d'Europe de hockey sur glace 1989-1990
Navigation
Coupe d'Europe 1988-1989 Coupe d'Europe 1990-1991
La saison 1989-1990 est la 25e édition de la Coupe d'Europe de hockey sur glace.

## Tour préliminaire

### Groupe A
(Rotterdam, Pays-Bas)
| Équipe 1                  | Score | Équipe 2                  |
| ------------------------- | ----- | ------------------------- |
| Français Volants de Paris | 7:7   | TMH Polonia Bytom         |
| Gunco Panda's Rotterdam   | 10:1  | Durham Wasps              |
| Durham Wasps              | 7:7   | TMH Polonia Bytom         |
| Gunco Panda's Rotterdam   | 5:3   | Français Volants de Paris |
| Gunco Panda's Rotterdam   | 3:3   | TMH Polonia Bytom         |
| Français Volants de Paris | 5:1   | Durham Wasps              |

| Place | Équipe                    | Points |
| 1     | Gunco Panda's Rotterdam   | 5      |
| 2     | Français Volants de Paris | 3      |
| 3     | TMH Polonia Bytom         | 2      |
| 4     | Durham Wasps              | 1      |

### Groupe B
(Berne, Suisse)
| Équipe 1          | Score | Équipe 2          |
| ----------------- | ----- | ----------------- |
| AS Mastini Varese | 18:0  | CG Puigcerdà      |
| CP Berne          | 7:0   | GEV Innsbruck     |
| GEV Innsbruck     | 5:5   | AS Mastini Varese |
| SC Bern           | 18:2  | CG Puigcerdà      |
| GEV Innsbruck     | 18:3  | CG Puigcerdà      |
| CP Berne          | 5:1   | AS Mastini Varese |

| Place | Équipe            | Points |
| 1     | CP Berne          | 6      |
| 2     | AS Mastini Varese | 3      |
| 3     | GEV Innsbruck     | 3      |
| 4     | CG Puigcerdà      | 0      |

### Groupe C
(Zagreb, Yougoslavie)
| Équipe 1             | Score | Équipe 2             |
| -------------------- | ----- | -------------------- |
| SB Rosenheim         | 3:3   | SG Dynamo Weißwasser |
| KHL Medveščak Zagreb | 12:0  | Levski-Spartak Sofia |
| SB Rosenheim         | 18:1  | Levski-Spartak Sofia |
| KHL Medveščak Zagreb | 6:8   | SG Dynamo Weißwasser |
| SG Dynamo Weißwasser | 7:0   | Levski-Spartak Sofia |
| KHL Medveščak Zagreb | 6:10  | SB Rosenheim         |

| Place | Équipe               | Points |
| 1     | SB Rosenheim         | 5      |
| 2     | SG Dynamo Weißwasser | 5      |
| 3     | KHL Medveščak Zagreb | 2      |
| 4     | Levski-Spartak Sofia | 0      |

### Groupe D
(Frederikshavn, Danemark)
| Équipe 1            | Score | Équipe 2            |
| ------------------- | ----- | ------------------- |
| Sparta Sarpsborg    | 10:5  | Ferencvárosi TC     |
| Frederikshavn IK    | 2:4   | HC Steaua Bucureşti |
| Frederikshavn IK    | 6:6   | Ferencvárosi TC     |
| Sparta Sarpsborg    | 4:2   | HC Steaua Bucureşti |
| Frederikshavn IK    | 7:5   | Sparta Sarpsborg    |
| HC Steaua Bucureşti | 7:2   | Ferencvárosi TC     |

| Place | Équipe              | Points |
| 1     | Sparta Sarpsborg    | 4      |
| 2     | HC Steaua Bucureşti | 4      |
| 3     | Frederikshavn IK    | 3      |
| 4     | Ferencvárosi TC     | 1      |

## Second tour

### Groupe A
(Berne, Suisse)
| Équipe 1    | Score | Équipe 2                |
| ----------- | ----- | ----------------------- |
| CP Berne    | 3:2   | Gunco Panda's Rotterdam |
| CSKA Moscou | 4:1   | TPS                     |
| CP Berne    | 1:4   | TPS                     |
| CSKA Moscou | 14:2  | Gunco Panda's Rotterdam |
| CP Berne    | 5:13  | CSKA Moscou             |
| TPS         | 7:3   | Gunco Panda's Rotterdam |

| Place | Équipe                  | Points |
| 1     | CSKA Moscou             | 6      |
| 2     | TPS                     | 4      |
| 3     | CP Berne                | 2      |
| 4     | Gunco Panda's Rotterdam | 0      |

### Groupe B
(Rosenheim, Allemagne de l'Ouest)
| Équipe 1        | Score | Équipe 2         |
| --------------- | ----- | ---------------- |
| Djurgårdens IF  | 10:0  | Sparta Sarpsborg |
| SB Rosenheim    | 5:4   | Tesla Pardubice  |
| Djurgårdens IF  | 5:1   | Tesla Pardubice  |
| SB Rosenheim    | 8:5   | Sparta Sarpsborg |
| SB Rosenheim    | 4:4   | Djurgårdens IF   |
| Tesla Pardubice | 6:4   | Sparta Sarpsborg |

| Place | Équipe           | Points |
| 1     | Djurgårdens IF   | 5      |
| 2     | SB Rosenheim     | 5      |
| 3     | Tesla Pardubice  | 2      |
| 4     | Sparta Sarpsborg | 0      |

## Groupe final
(Berlin, Allemagne de l'Ouest)
| Équipe 1     | Score | Équipe 2       |
| ------------ | ----- | -------------- |
| CSKA Moscou  | 5:1   | Djurgårdens IF |
| SB Rosenheim | 2:4   | TPS            |
| SB Rosenheim | 2:4   | Djurgårdens IF |
| CSKA Moscou  | 4:2   | TPS            |
| SB Rosenheim | 0:6   | CSKA Moscou    |
| TPS          | 4:3   | Djurgårdens IF |

| Place | Équipe         | Points |
| 1     | CSKA Moscou    | 6      |
| 2     | TPS            | 4      |
| 3     | Djurgårdens IF | 2      |
| 4     | SB Rosenheim   | 0      |

## Bilan
Le CSKA Moscou remporte la 25e Coupe d'Europe.